# Disterigma utleyorum
Disterigma utleyorum là một loài thực vật có hoa trong họ Thạch nam. Loài này được Wilbur & Luteyn mô tả khoa học đầu tiên năm 1977.